# Liste der Sieger der Grand-Slam-Turniere (Juniorendoppel)
Die Liste der Sieger der Grand-Slam-Turniere im Juniorendoppel listet alle Grand-Slam-Sieger der Tennis-Junioren auf. Das erste Grand-Slam-Turnier in dieser Altersklasse wurde 1922 im Rahmen der Australian Open ausgetragen. In Wimbledon und bei den US Open wurde diese Kategorie 1982, bei den French Open 1981 erstmals ausgespielt.

## Wettbewerbe
Farblegende: Grand Slam als Doppel
Grand Slam mit verschiedenen Partnern
| Jahr      | Australian Open                                                 | French Open                                          | Wimbledon                                 | US Open                                   |
| --------- | --------------------------------------------------------------- | ---------------------------------------------------- | ----------------------------------------- | ----------------------------------------- |
| 1922      | C. Grogan L. Roche                                              |                                                      |                                           |                                           |
| 1923      | Edgar Moon L. Roche                                             |                                                      |                                           |                                           |
| 1924      | A. Berckelman Ray Dunlop                                        |                                                      |                                           |                                           |
| 1925      | Jack Crawford Harry Hopman                                      |                                                      |                                           |                                           |
| 1926      | Jack Crawford Harry Hopman                                      |                                                      |                                           |                                           |
| 1927      | Jack Crawford Harry Hopman                                      |                                                      |                                           |                                           |
| 1928      | Jack Crawford C. Whiteman                                       |                                                      |                                           |                                           |
| 1929      | C. W. Cropper W. B. Walker                                      |                                                      |                                           |                                           |
| 1930      | Adrian Quist Donald Turnbull                                    |                                                      |                                           |                                           |
| 1931      | Jack Purcell Bert Tonkin                                        |                                                      |                                           |                                           |
| 1932      | Adrian Quist Leonard Schwartz                                   |                                                      |                                           |                                           |
| 1933      | Jack Purcell Bert Tonkin                                        |                                                      |                                           |                                           |
| 1934      | Neil Ennis Colin McKenzie                                       |                                                      |                                           |                                           |
| 1935      | John Bromwich Arthur Huxley                                     |                                                      |                                           |                                           |
| 1936      | John Gilchrist Henry Lindo                                      |                                                      |                                           |                                           |
| 1937      | John Bromwich Dinny Pails                                       |                                                      |                                           |                                           |
| 1938      | Dinny Pails Bill Sidwell                                        |                                                      |                                           |                                           |
| 1939      | Roy Felan H. N. Impey                                           |                                                      |                                           |                                           |
| 1940      | William Edwards Dinny Pails                                     |                                                      |                                           |                                           |
| 1941–1945 | keine Austragung, Zweiter Weltkrieg                             |                                                      |                                           |                                           |
| 1946      | Frank Herringe George Worthington                               |                                                      |                                           |                                           |
| 1947      | Rex Hartwig Allan Kendall                                       |                                                      |                                           |                                           |
| 1948      | Don Candy Ken McGregor                                          |                                                      |                                           |                                           |
| 1949      | John Blacklock Clive Wilderspin                                 |                                                      |                                           |                                           |
| 1950      | Lew Hoad Ken Rosewall                                           |                                                      |                                           |                                           |
| 1951      | Lew Hoad Ken Rosewall                                           |                                                      |                                           |                                           |
| 1952      | Lew Hoad Ken Rosewall                                           |                                                      |                                           |                                           |
| 1953      | Bill Gilmour Warren Woodcock                                    |                                                      |                                           |                                           |
| 1954      | Mal Anderson Roy Emerson                                        |                                                      |                                           |                                           |
| 1955      | Michael Green Gerry Moss                                        |                                                      |                                           |                                           |
| 1956      | Paul Hearnden Bob Mark                                          |                                                      |                                           |                                           |
| 1957      | Frank Gorman Rod Laver                                          |                                                      |                                           |                                           |
| 1958      | Bob Hewitt Martin Mulligan                                      |                                                      |                                           |                                           |
| 1959      | José Luis Arilla Earl Buchholz                                  |                                                      |                                           |                                           |
| 1960      | Greg Hughes Jim Shepherd                                        |                                                      |                                           |                                           |
| 1961      | Rod Brent John Newcombe                                         |                                                      |                                           |                                           |
| 1962      | Bill Bowrey Geoffrey Knox                                       |                                                      |                                           |                                           |
| 1963      | Robert Brien John Cotterill                                     |                                                      |                                           |                                           |
| 1964      | Stanley Matthews Graham Stilwell                                |                                                      |                                           |                                           |
| 1965      | Terry Musgrave John Walker                                      |                                                      |                                           |                                           |
| 1966      | John Bartlett Pat McCumstie                                     |                                                      |                                           |                                           |
| 1967      | John Bartlett Sven Ginman                                       |                                                      |                                           |                                           |
| 1968      | Phil Dent Bill Lloyd                                            |                                                      |                                           |                                           |
| 1969      | Neil Higgins John James                                         |                                                      |                                           |                                           |
| 1970      | Allan McDonald Greg Perkins                                     |                                                      |                                           |                                           |
| 1971      | John Marks Michael Phillips                                     |                                                      |                                           |                                           |
| 1972      | Bill Durham Stephen Myers                                       |                                                      |                                           |                                           |
| 1973      | Terry Saunders Graham Thoroughgood                              |                                                      |                                           |                                           |
| 1974      | David Carter Trevor Little                                      |                                                      |                                           |                                           |
| 1975      | Glenn Busby Warren Maher                                        |                                                      |                                           |                                           |
| 1976      | Charlie Fancutt Peter McCarthy                                  |                                                      |                                           |                                           |
| 1977      | Phil Davies Peter Smylie (Jan.) Ray Kelly Geoffrey Thams (Dez.) |                                                      |                                           |                                           |
| 1978      | Michael Fancutt Bill Gilmour                                    |                                                      |                                           |                                           |
| 1979      | Michael Fancutt Greg Whitecross                                 |                                                      |                                           |                                           |
| 1980      | Craig A. Miller Wally Masur                                     |                                                      |                                           |                                           |
| 1981      | David Lewis Tony Withers                                        | Barry Moir Michael Robertson                         |                                           |                                           |
| 1982      | Brendan Burke Mark Hartnett                                     | Pat Cash John Frawley                                | Pat Cash John Frawley                     | Jonathan Canter Michael Kures             |
| 1983      | Jamie Harty Des Tyson                                           | Mark Kratzmann Simon Youl                            | Mark Kratzmann Simon Youl                 | Mark Kratzmann Simon Youl                 |
| 1984      | Mike Baroch Mark Kratzmann                                      | Luke Jensen Patrick McEnroe                          | Ricky Brown Robbie Weiss                  | Leonardo Lavalle Mihnea-Ion Năstase       |
| 1985      | Brett Custer David Macpherson                                   | Petr Korda Cyril Suk                                 | Agustín Moreno Jaime Yzaga                | Joey Blake Darren Yates                   |
| 1986      | keine Austragung                                                | Franco Davín Guillermo Pérez Roldán                  | Tomás Carbonell Petr Korda                | Tomás Carbonell Javier Sánchez            |
| 1987      | Jason Stoltenberg Todd Woodbridge                               | Jim Courier Jonathan Stark                           | Jason Stoltenberg Todd Woodbridge         | Goran Ivanišević Diego Nargiso            |
| 1988      | Jason Stoltenberg Todd Woodbridge                               | Jason Stoltenberg Todd Woodbridge                    | Jason Stoltenberg Todd Woodbridge         | Jonathan Stark John Yancey                |
| 1989      | Johan Anderson Todd Woodbridge                                  | Johan Anderson Todd Woodbridge                       | Jared Palmer Jonathan Stark               | Wayne Ferreira Grant Stafford             |
| 1990      | Roger Pettersson Mårten Renström                                | Sébastien Lareau Sébastien Leblanc                   | Sébastien Lareau Sébastien Leblanc        | Sébastien Leblanc Greg Rusedski           |
| 1991      | Grant Doyle Joshua Eagle                                        | Thomas Enqvist Magnus Martinelle                     | Karim Alami Greg Rusedski                 | Karim Alami John-Laffnie de Jager         |
| 1992      | Grant Doyle Brad Sceney                                         | Enrique Abaroa Grant Doyle                           | Steven Baldas Scott Draper                | Jimmy Jackson Eric Taino                  |
| 1993      | Lars Rehmann Christian Tambue                                   | Steven Downs James Greenhalgh                        | Steven Downs James Greenhalgh             | Neville Godwin Gareth Williams            |
| 1994      | Ben Ellwood Mark Philippoussis                                  | Gustavo Kuerten Nicolás Lapentti                     | Ben Ellwood Mark Philippoussis            | Ben Ellwood Nicolás Lapentti              |
| 1995      | Luke Bourgeois Lee Jong-min                                     | Raemon Sluiter Peter Wessels                         | Martin Lee James Trotman                  | Lee Jong-min Jocelyn Robichaud            |
| 1996      | Daniele Bracciali Jocelyn Robichaud                             | Sébastien Grosjean Olivier Mutis                     | Daniele Bracciali Jocelyn Robichaud       | Bob Bryan Mike Bryan                      |
| 1997      | David Sherwood James Trotman                                    | José de Armas Luis Horna                             | Luis Horna Nicolás Massú                  | Fernando González Nicolás Massú           |
| 1998      | Julien Jeanpierre Jérôme Haehnel                                | José de Armas Fernando González                      | Roger Federer Olivier Rochus              | K. J. Hippensteel David Martin            |
| 1999      | Jürgen Melzer Kristian Pless                                    | Irakli Labadse Lovro Zovko                           | Guillermo Coria David Nalbandian          | Julien Benneteau Nicolas Mahut            |
| 2000      | Nicolas Mahut Tommy Robredo                                     | Marc López Tommy Robredo                             | Dominique Coene Kristof Vliegen           | Lee Childs James Nelson                   |
| 2001      | Ytai Abougzir Luciano Vitullo                                   | Alejandro Falla Carlos Salamanca                     | Frank Dancevic Giovanni Lapentti          | Tomáš Berdych Stéphane Bohli              |
| 2002      | Ryan Henry Todd Reid                                            | Markus Bayer Philipp Petzschner                      | Florin Mergea Horia Tecău                 | Michel Koning Bas van der Valk            |
| 2003      | Scott Oudsema Phillip Simmonds                                  | György Balázs Dudi Sela                              | Florin Mergea Horia Tecău                 | ausgefallen (Unwetter)                    |
| 2004      | Brendan Evans Scott Oudsema                                     | Pablo Andújar Marcel Granollers                      | Brendan Evans Scott Oudsema               | Brendan Evans Scott Oudsema               |
| 2005      | Kim Sun-yong Yi Chu-huan                                        | Emiliano Massa Leonardo Mayer                        | Jesse Levine Michael Shabaz               | Alex Clayton Donald Young                 |
| 2006      | Błażej Koniusz Grzegorz Panfil                                  | Emiliano Massa Kei Nishikori                         | Kellen Damico Nathaniel Schnugg           | Jamie Hunt Nathaniel Schnugg              |
| 2007      | Graeme Dyce Harri Heliövaara                                    | Andrej Karattschenja Thomas Fabbiano                 | Daniel Alejandro López Matteo Trevisan    | Jonathan Eysseric Jérôme Inzerillo        |
| 2008      | Hsieh Cheng-peng Yang Tsung-hua                                 | Henri Kontinen Christopher Rungkat                   | Hsieh Cheng-peng Yang Tsung-hua           | Nikolaus Moser Cedrik-Marcel Stebe        |
| 2009      | Francis Alcantara Hsieh Cheng-peng                              | Marin Draganja Dino Marcan                           | Pierre-Hugues Herbert Kevin Krawietz      | Márton Fucsovics Hsieh Cheng-peng         |
| 2010      | Justin Eleveld Jannick Lupescu                                  | Duilio Beretta Roberto Quiroz                        | Liam Broady Tom Farquharson               | Duilio Beretta Roberto Quiroz             |
| 2011      | Filip Horanský Jiří Veselý                                      | Andrés Artuñedo Martinavarro Roberto Carballés Baena | George Morgan Mate Pavić                  | Julian Lenz Robin Kern                    |
| 2012      | Liam Broady Joshua Ward-Hibbert                                 | Andrew Harris Nick Kyrgios                           | Andrew Harris Nick Kyrgios                | Kyle Edmund Frederico Ferreira Silva      |
| 2013      | Jay Andrijic Bradley Mousley                                    | Kyle Edmund Frederico Ferreira Silva                 | Nick Kyrgios Thanasi Kokkinakis           | Kamil Majchrzak Martin Redlicki           |
| 2014      | Lucas Miedler Bradley Mousley                                   | Benjamin Bonzi Quentin Halys                         | Orlando Luz Marcelo Zormann               | Omar Jasika Naoki Nakagawa                |
| 2015      | Jake Delaney Marc Polmans                                       | Álvaro López San Martín Jaume Munar                  | Lý Hoàng Nam Sumit Nagal                  | Félix Auger-Aliassime Denis Shapovalov    |
| 2016      | Alex de Minaur Blake Ellis                                      | Yshai Oliel Patrik Rikl                              | Kenneth Raisma Stefanos Tsitsipas         | Juan Carlos Aguilar Felipe Meligeni Alves |
| 2017      | Hsu Yu-hsiou Zhao Lingxi                                        | Nicola Kuhn Zsombor Piros                            | Axel Geller Hsu Yu-hsiou                  | Hsu Yu-hsiou Wu Yibing                    |
| 2018      | Hugo Gaston Clément Tabur                                       | Ondřej Štyler Naoki Tajima                           | Yankı Erel Otto Virtanen                  | Adrian Andreew Anton Matusevich           |
| 2019      | Jonáš Forejtek Dalibor Svrčina                                  | Matheus Pucinelli de Almeida Thiago Agustín Tirante  | Jonáš Forejtek Jiří Lehečka               | Eliot Spizzirri Tyler Zink                |
| 2020      | Nicholas David Ionel Leandro Riedi                              | Flavio Cobolli Dominic Stricker                      | ausgefallen (COVID-19)                    | ausgefallen (COVID-19)                    |
| 2021      | ausgefallen (COVID-19)                                          | Arthur Fils Giovanni Mpetshi Perricard               | Edas Butvilas Alejandro Manzanera Pertusa | Max Westphal Coleman Wong                 |
| 2022      | Bruno Kuzuhara Coleman Wong                                     | Edas Butvilas Mili Poljičak                          | Sebastian Gorzny Alex Michelsen           | Ozan Baris Nishesh Basavareddy            |
| 2023      | Learner Tien Cooper Williams                                    | Jaroslaw Djomin Rodrigo Méndez                       | Jakub Filip Gabriele Vulpitta             | Max Dahlin Oliver Ojakäär                 |
| 2024      | Maxwell Exsted Cooper Woestendick                               | Nicolai Budkov Kjær Joel Schwärzler                  | Alexander Razeghi Max Schönhaus           | Maxim Mrva Rei Sakamoto                   |
| 2025      | Maxwell Exsted Jan Kumstát                                      | Oskari Paldanius Alan Ważny                          | Oskari Paldanius Alan Ważny               |                                           |